# 여주 신륵사 조사당
여주 신륵사 조사당(驪州 神勒寺 祖師堂)은 경기도 여주시 천송동, 신륵사에 있는 조선시대의 건축물이다. 1963년 1월 21일 대한민국의 보물 제180호로 지정되었다.

## 개요
신륵사는 봉미산 기슭에 있는 조선시대의 절로, 원래는 신라시대에 지었다고 하나 정확한 기록은 남아 있지 않다. 조사당은 절에서 덕이 높은 승려의 초상화를 모셔놓은 건물로, 신륵사 조사당에는 불단 뒷벽 중앙에 지공을, 그 좌우에는 무학과 나옹대사의 영정을 모시고 있다.
조선 전기 예종 때 지은 것으로 보이며, 낮은 기단 위에 앞면 1칸·옆면 2칸으로 세웠다. 지붕은 옆면에서 볼 때 여덟 팔(八)자 모양의 팔작지붕이다. 지붕 처마를 받치는 장식구조는 기둥 위뿐만 아니라 기둥 사이에도 있는데, 이러한 구조를 다포 양식이라 한다. 앞면은 6짝의 문을 달아 모두 개방할 수 있게 하고, 옆면은 앞 1칸만 문을 달아 출입구를 만들어 놓았다.
조선 전기의 조각 수법을 보이고 있으며 규모는 작지만 균형이 잘 잡힌 아담한 건물이다. 

## 같이 보기
- 신륵사

## 참고 자료
- 여주 신륵사 조사당 - 국가유산청 국가유산포털